# Калиновское (Покровский район)
Калиновское (укр. Калинівське) — село,
Березовский сельский совет,
Покровский район,
Днепропетровская область,
Украина.
Код КОАТУУ — 1224282303. Население по переписи 2001 года составляло 259 человек .

## Географическое положение
Село Калиновское находится на расстоянии в 1,5 км от села Новониколаевка.
По селу протекает пересыхающий ручей с запрудами.

## История
- 1922 — дата основания.

## Экономика
- Молочно-товарная ферма.